# Graniczna Placówka Kontrolna Siemianówka
Graniczna Placówka Kontrolna Siemianówka
1. pododdział Wojsk Ochrony Pogranicza pełniący służbę na przejściu granicznym ze Związkiem Radzieckim.
2. graniczna jednostka organizacyjna polskiej straży granicznej pełniący służbę na przejściu granicznym i realizująca zadania w ochronie granicy państwowej.

## Formowanie i zmiany organizacyjne
Graniczna Placówka Kontrolna Siemianówka funkcjonowała od 1976 w strukturze Podlasko Mazurskiej Brygady Wojsk Ochrony Pogranicza jako kolejowa graniczna placówka kontrolna.
W 1991 ochronę granicy państwa przejęła nowo sformowana Straż Graniczna. Graniczna Placówka Kontrolna w Siemianówce weszła w podporządkowanie Podlaskiego Oddziału Straży Granicznej.

## Komendanci placówki
- Andrzej Jarmoszuk (był w 2004)[3]
- kpt. Piotr Łukowicz[4]
- kpt. Edward Łopata[4]